# Pebrella
La pebrella, pebrinella, pebrerella o pebrerola (Thymus piperella) és una planta llenyosa del gènere Thymus que naix al País Valencià, principalment a la província de València i la zona nord de la província d'Alacant.

## Descripció
Família de les labiades, és una planta perenne de 20 centímetres d'alçada amb nombroses tiges llenyoses que ixen de la soca de la planta que contenen nombroses fulles.
Les seues fulles són menudes, senceres, ovades, planes, unides a les tiges per un petit pecíol i amb nombroses glàndules esferoïdals de color vermell i nervadura ben marcada.
Flors en verticil·lastres laxes agrupades en inflorescències denses situades a l'extremitat de les tiges. Calze tubular de coloració rogenc, bilabiat i amb cinc dents i amb corol·la de color rosada.

## Cria
Brota principalment en terres calcàries i pedregoses, malgrat que també es poden trobar en serres i boscs. La floració del matoll s'estén des del mes de juliol fins al de novembre.

## Recol·lecció
La recol·lecció de la planta es fa principalment a l'estiu, abans de la floració. La part de la planta que s'utilitza són les fulles que es deixen assecar per a augmentar la seva aroma.

## Ús
La pebrella sempre ha estat present a les cuines valencianes en nombroses receptes: com a condiment per a gaspatxos, paelles, carns de caça i embotits, i per a adobar olives i altres verdures com els pebres o les tomaques.